# Eching (Landkreis Landshut)
Eching er en kommune i Landkreis Landshut, i regierungsbezirk Niederbayern i den tyske delstat Bayern.

## Geografi
Eching ligger ved floden Isar. Der er kun 7 km til Landshut , til Moosburg 10 km, til både Freising og Erding 25 km og til Flughafen München 30 km.

### Nabokommuner
Eching grænser til følgende kommuner:
- Moosburg (Landkreis Freising)
- Buch am Erlbach
- Vilsheim
- Tiefenbach
- Bruckberg

### Imddeling
I kommunen er der ud over Eching, landsbyerne Kronwinkl, Berghofen, Haunwang, Viecht og Weixerau, der alle var selvstændige kommuner indtil 1970.